# Agyneta sheffordiana
Espèce
Synonymes
- Meioneta sheffordiana (Dupérré & Paquin, 2007)

Agyneta sheffordiana est une espèce d'araignées aranéomorphes de la famille des Linyphiidae.

## Distribution
Cette espèce est endémique du Canada. Elle se rencontre au Manitoba, en Ontario, au Québec, au Nouveau-Brunswick et en Nouvelle-Écosse.

## Publication originale
- Dupérré & Paquin, 2007 : Description of five new spiders from Canada (Araneae: Linyphiidae). Zootaxa, no 1632, p. 1-20.